# A-League 2005-06
La temporada 2005-06 de la A-League fue la primera edición de la nueva máxima categoría del fútbol de Australia y Nueva Zelanda, después de doce meses sin una competencia nacional ante la desaparición de la National Soccer League.
La competencia dio inicio el 26 de agosto de 2005 y se extendió durante 21 fechas en la que cada equipo enfrentó tres veces a sus rivales. Al final de la temporada regular los cuatro primeros avanzan a la fase final por el título.
El club Sydney FC se convirtió en el primer campeón de la naciente competencia tras vencer en la final al club Central Coast Mariners. Este es el primer título en la historia del club fundado dos años antes. Sydney FC al mismo tiempo se clasifica para la Liga de Campeones de la AFC 2007 junto al Adelaide United que terminó en punta de la clasificación al final de la temporada regular.

## Equipos participantes
| Club                   | Ciudad         | Estadio                  | Capacidad |
| ---------------------- | -------------- | ------------------------ | --------- |
| Adelaide United        | Adelaide, SA   | Hindmarsh Stadium        | 17,000    |
| Central Coast Mariners | Gosford, NSW   | Bluetongue Stadium       | 20,119    |
| Melbourne Victory      | Melbourne, VIC | Olympic Park Stadium     | 18,500    |
| Newcastle Jets         | Newcastle, NSW | Energy Australia Stadium | 26,164    |
| New Zealand Knights    | Auckland, NZ   | North Harbour Stadium    | 25,000    |
| Perth Glory            | Perth, WA      | Members Equity Stadium   | 18,156    |
| Queensland Roar        | Brisbane, Qld  | Suncorp Stadium          | 52,500    |
| Sydney FC              | Sídney, NSW    | Aussie Stadium           | 42,000    |

## Tabla de posiciones
| Pos | Equipo                 | PJ | PG | PE | PP | GF | GC | GA  | Pts |
| --- | ---------------------- | -- | -- | -- | -- | -- | -- | --- | --- |
| 1.  | Adelaide United        | 21 | 13 | 4  | 4  | 35 | 25 | 10  | 43  |
| 2.  | Sydney                 | 21 | 10 | 6  | 5  | 35 | 28 | 7   | 36  |
| 3.  | Central Coast Mariners | 21 | 8  | 8  | 5  | 33 | 28 | 5   | 32  |
| 4.  | Newcastle United Jets  | 21 | 9  | 4  | 8  | 27 | 29 | -2  | 31  |
| 5.  | Perth Glory            | 21 | 8  | 5  | 8  | 34 | 29 | 5   | 29  |
| 6.  | Queensland Roar        | 21 | 7  | 7  | 7  | 27 | 22 | 5   | 28  |
| 7.  | Melbourne Victory      | 21 | 7  | 5  | 9  | 26 | 24 | 2   | 26  |
| 8.  | New Zealand Knights    | 21 | 1  | 3  | 17 | 15 | 47 | -32 | 6   |

* Leyenda: PJ: Partidos jugados; PG: Partidos ganados; PE: Partidos empatados; PP: Partidos perdidos; GF: Goles a favor; GC: Goles en contra; Dif: Diferencia de goles; Pts: Puntos.
     Clasificado a la Liga de Campeones de la AFC 2007 y a la fase final.

     Clasificados a Primera ronda de la fase final.

## Fase final
- El vencedor de la Semifinal Mayor accede directamente a la Gran Final por el título, mientras el cuadro derrotado enfrenta al ganador de la Semifinal Menor por el segundo cupo en la Gran Final.

### Semifinal Mayor (1° vs 2°)
| 12 de febrero de 2006 | Adelaide United | 2:2 | Sydney | Hindmarsh Stadium, Adelaide     |  |
|                       |                 |     |        | Asistencia: 15.100 espectadores |  |

| 19 de febrero de 2006 | Sydney | 2:1 | Adelaide United | Aussie Stadium, Sídney          |  |
|                       |        |     |                 | Asistencia: 30.380 espectadores |  |

### Semifinal Menor (3° vs 4°)
| 10 de febrero de 2006 | Newcastle Jets | 0:1 | Central Coast Mariners | Energy Australia Stadium, Newcastle |  |
|                       |                |     |                        | Asistencia: 10.230 espectadores     |  |

| 17 de febrero de 2006 | Central Coast Mariners | 1:1 | Newcastle Jets | Bluetongue Stadium, Gosford     |  |
|                       |                        |     |                | Asistencia: 17.430 espectadores |  |

### Final Preliminar
| 26 de febrero de 2006 | Adelaide United | 0:1 | Central Coast Mariners | Hindmarsh Stadium, Adelaide     |                                 |
|                       |                 |     | Tom Pondeljak 7'       | Asistencia: 11.400 espectadores | Asistencia: 11.400 espectadores |

### Gran Final
| 5 de marzo de 2006 | Sydney           | 1:0 | Central Coast Mariners | Aussie Stadium, Sydney          |                                 |
|                    | Steve Corica 62' |     |                        | Asistencia: 41.689 espectadores | Asistencia: 41.689 espectadores |

| Bandera de Australia      |
| Campeón Sydney 1.º título |

## Máximos Goleadores
* finalizada la temporada regular, no se contabilizan juegos de playoffs.
| Pos. | Jugador           | Club                   | Goles |
| ---- | ----------------- | ---------------------- | ----- |
| 1    | Alex Brosque      | Queensland Roar        | 8     |
| 1    | Bobby Despotovski | Perth Glory            | 8     |
| 1    | Archie Thompson   | Melbourne Victory      | 8     |
| 1    | Stewart Petrie    | Central Coast Mariners | 8     |
| 2    | Carl Veart        | Adelaide United        | 7     |
| 2    | Dean Heffernan    | Central Coast Mariners | 7     |
| 2    | Dwight Yorke      | Sydney                 | 7     |
| 2    | Ante Milicic      | Newcastle United Jets  | 7     |
| 2    | Sasho Petrovski   | Sydney                 | 7     |
| 2    | Damian Mori       | Perth Glory            | 7     |